# 沃爾納特謝德 (密蘇里州)
沃爾納特謝德（英語：Walnut Shade）是位於美國密蘇里州托尼縣的非建制地區。

## 歷史
沃爾納特謝德的郵局自1860年營運至今。

## 地理
沃爾納特謝德所處的海拔為高於海平面230米（即755英呎），而該地所採用的時區為UTC-6，即北美中部時區（CST）。同時該地設有夏令時間，為UTC-6調快一小時，即UTC-5（CDT）。